# Муравлянское сельское поселение
Муравлянское сельское поселение
Муравлянское се́льское поселе́ние — муниципальное образование в Сараевском районе Рязанской области Российской Федерации.
Административный центр — село Муравлянка.

## История
Статус и границы сельского поселения установлены Законом Рязанской области от 7 октября 2004 года № 94-ОЗ «О наделении муниципального образования - Сараевский район статусом муниципального района, об установлении его границ и границ муниципальных образований, входящих в его состав»

## Население
| 2010 | 2012 | 2013 | 2014 | 2015 | 2016 | 2017 |
| ---- | ---- | ---- | ---- | ---- | ---- | ---- |
| 1022 | ↘989 | ↘953 | ↘924 | ↘895 | ↘874 | ↘855 |
| 2018 | 2019 | 2020 | 2021 |      |      |      |
| ↘850 | ↘832 | ↘810 | ↘789 |      |      |      |

## Состав сельского поселения
| №  | Населённый пункт | Тип населённого пункта       | Население |
| -- | ---------------- | ---------------------------- | --------- |
| 1  | Анненка          | деревня                      | 1         |
| 2  | Дубровка         | деревня                      | ↘8        |
| 3  | Ивановка         | деревня                      | 108       |
| 4  | Коротково        | деревня                      | 0         |
| 5  | Красная Новь     | посёлок                      | 9         |
| 6  | Леонтьевка       | посёлок                      | 3         |
| 7  | Максы            | село                         | ↘278      |
| 8  | Малая Ягодинка   | посёлок                      | 17        |
| 9  | Муравлянка       | село, административный центр | ↘549      |
| 10 | Ниловка          | деревня                      | 38        |
| 11 | Новополье        | посёлок                      | 39        |
| 12 | Победа           | посёлок                      | 22        |
| 13 | Станционный      | посёлок                      | 52        |
| 14 | Чарыково         | деревня                      | 4         |